# Klugenotus tuberculata
Klugenotus tuberculata is een mosdiertjessoort uit de familie van de Cerioporidae. De wetenschappelijke naam van de soort is voor het eerst geldig gepubliceerd in 1965 door Androsova.